# Асплунд, Расмус
Расмус Асплунд (швед. Rasmus Asplund; род. 3 декабря 1997, Филипстад, Вермланд) — шведский профессиональный хоккеист, нападающий клубов национальной хоккейной лиги «Баффало Сейбрз» (2019—2023 гг.), «Нэшвилл Предаторз» (2022—2023 года). Игрок сборной Швеции по хоккею с шайбой.

## Клубная карьера
Асплунд дебютировал в Шведской хоккейной лиге в сезоне 2014/15 годов в составе «Ферьестада».
После своего четвертого сезона в шведской лиге, 23 мая 2018 года, Асплунд подписал трёхлетний контракт с клубом НХЛ «Баффало Сейбрз».
16 сентября 2020 года, когда североамериканский турнир был отложен из-за пандемии COVID-19, Асплунд вернулся в Швецию в аренду в состав «Вестероса». Он набрал 9 очков в 14 матчах за «Вестерос», а затем вернулся в «Баффало».
Асплунд считался одним из лучших перспективных нападающих в НХЛ по итогам сезона 2021/22 годов. Хоккеист продемонстрировал высокие показатели в обороне и финишировал в топ-20 на турнире Frank J. Selke Trophy 2021/22, который вручается лучшему защитнику.
В следующем сезоне 2022/23 годов Расмус провёл всего 27 матчей в регулярном чемпионате, забив два гола и набрав восемь очков. 3 марта 2023 года «Сейбрз» обменяли Асплунда в «Нэшвилл Предаторз», в котором он и завершил сезон.
Покинув «Предаторз» в качестве свободного агента Асплунд 5 июля 2023 года подписал однолетний двусторонний контракт с «Флоридой Пантерз».

## Карьера в сборной
Асплунд несколько раз вызывался в различные юношеские сборные Швеции. Принимал участие в двух чемпионатах мира среди молодёжи, в 2016 и 2017 годах.
В 2022 году был вызван в первую национальную мужскую сборную Швеции для участия на чемпионате мира в Финляндии. В составе команды заработал 8 очков по системе гол+пас, забил 6 шайб и занял в составе Швеции итоговое 6-е место.

## Достижения

### Командные
| Год  | Команда         | Достижение              | Достижение |
| ---- | --------------- | ----------------------- | ---------- |
| 2024 | Флорида Пантерз | Обладатель Кубка Стэнли |            |